# Nephrotoma lamellata
Nephrotoma lamellata är en tvåvingeart. Nephrotoma lamellata ingår i släktet Nephrotoma och familjen storharkrankar.

## Underarter
Arten delas in i följande underarter:
- N. l. lamellata
- N. l. sublamellata